# ستيفن مورغان
ستيفن مورغان (بالإنجليزية: Stephen Morgan)‏ هو سياسي أمريكي، ولد في 25 يناير 1854 في مقاطعة جاكسون في الولايات المتحدة، وتوفي في 9 فبراير 1928 في ماغنتيك في الولايات المتحدة. حزبياً، نشط في الحزب الجمهوري. وقد انتخب عضو مجلس النواب الأمريكي.